# 復仇筆記 (韓國網路劇)
《復仇筆記》（韓語：복수노트）為韓國2017年10月27日開播的校園青春網路劇。

## 劇情簡介
主要講述高中生女主角胡具熙的手機，某天手機上收到了只要輸入想要復仇的對象的名字，對方就會受到懲罰的不知名程式的邀請。因為好脾氣，常常被人佔便宜的胡具熙利用這個程式解決了一直想陷害自己的心機女，學校裡的混混小團體、對學生意圖不軌的狼師等，也在過程中發現家人與朋友的可貴。

## 演員陣容

### 主要人物
| 演員     | 角色             | 介紹 |
| 朴所羅門 | 申志勳（神志勳） | 學校風雲人物，具熙同班同學，同時也是她的黑騎士，目光總離不開具熙, 總在具熙困境時英雄救美、保護具熙，與具熙互相喜歡，最後在一起。 |
| 金香起   | 胡具熙           | 單純傻萌的好脾氣個性，常常被人佔便宜，心裡充滿正義感, 與志勳互通心意，展開純情戀曲。                                             |
| 車銀優   | 車銀優           | 胡具熙哥哥從小到大的超級好友，同時也是當紅偶像。與具熙一同長大，自小已對具熙有不一樣的情愫，總是默默守護在她身邊給予幫助。       |

### 其他人物
| 演員   | 角色   | 介紹 |
| 池建玗 | 胡具俊 | 具熙的學霸哥哥，長得帥身材好又聰明，表面上很愛欺負妹妹，但實際上完全是個保護妹妹的妹控，同時也是「復仇筆記」的幕後主使。 |
| 金歡熙 | 德熙   | 具熙最好的朋友，是ASTRO銀優的粉絲，自稱車銀優老婆，為了追星無所不用其極, 更考取各類認證去支持偶像。                      |
| 趙怡賢 | 藝禮   | 具熙的同學，被國文老師選上代表學校參加寫作比賽。                                                                         |
| 秋藝珍 | 羅班長 | |